# Gau Barten

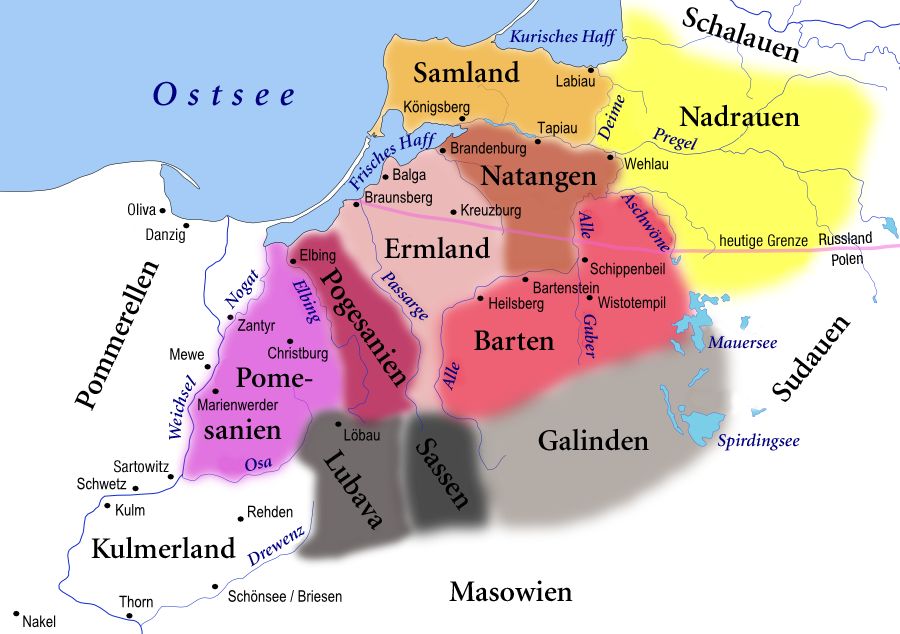
Altpreußische Landschaften und Stämme

Barten ist eine historische Landschaft im früheren Ostpreußen und entstand aus dem gleichnamigen Gau der Prußen.
Das Gebiet lag südlich von Natangen, westlich von Nadrauen, nördlich von Galinden und östlich vom Ermland im heutigen Polen. Die bedeutendste Stadt dieser Region ist Rastenburg.
Der Gau Barten wurde ursprünglich vom gleichnamigen Stamm der Barten bewohnt. 

## Geschichte
Nachdem der Gau Pogesanien (Pagude) vom Deutschen Orden erobert und Heilsberg angelegt worden war, wurde Bartia von Heilsberg aus angegangen. 1245 wurde Rößel erobert.

## Legende
Der Sage nach erhielt Barto, der siebente Sohn des Königs Widowuto, das Land entlang der Alla (Alle) aufwärts bis an den Licko (Lyck-Fluss) und bis an das Land seines Bruders Lytpho. Barto baute sich eine Feste Bartenstein. Seine zahlreichen Kinder wurden ebenfalls Könige und bauten sich ihre Festen. Sie waren sehr „haderhaftig“ und hatten viel Feindschaft, besonders mit Lucygo, dem Erben Natangos, der vom Waidewut bevorzugt schien, während die Kinder des Barto meinten, sie hätten Privilegien verdient.